# Канатная дорога Хонтхом
Кана́тная доро́га Хонтхом (вьет. Cáp treo Hòn Thơm) — самая длинна непрерывная пассажирская канатная дорога в мире, связывает посёлок Антхой на острове Фукуок с островом Хонтхом (провинция Кьензянг, Вьетнам), тем самым проходит над Сиамским заливом Южно-Китайского моря. Общая длина дороги составляет 7 899,9 метров. 
Остров Хонтхом относится к архипелагу Антхой (по названию которого назван и посёлок на берегу более крупного острова Фукуок). На острове обустроены рестораны, аттракционы, места для купания, посещение большинства из них входит в стоимость поездки на канатной дороге, дети ниже 1 м ростом допускаются бесплатно. 

## Характеристики
Общая длина дороги составляет 7 899,9 метров, тем самым она является самой протяженной канатной дорогой в мире, что зафиксировано в Книге рекордов Гиннесса. На трассе всего две станции, бо́льшая часть трассы проходит над поверхностью моря. По дороге следуют 69 кабинок, каждая вместимостью до 30 человек. Время в пути — около 15 минут, максимальная скорость — 8,5 м/с. Состоит из шести опорных башен, высота самой высокой (четвёртой) опорной башни — 160 м.

## История
Работы по строительству канатной дороги Хонтхом начались в январе 2015 года. Торжественное открытие дороги состоялось 4 февраля 2018 года.
В условиях пандемии коронавирусной инфекции канатная дорога работала на внутренний туризм.

## Изображения

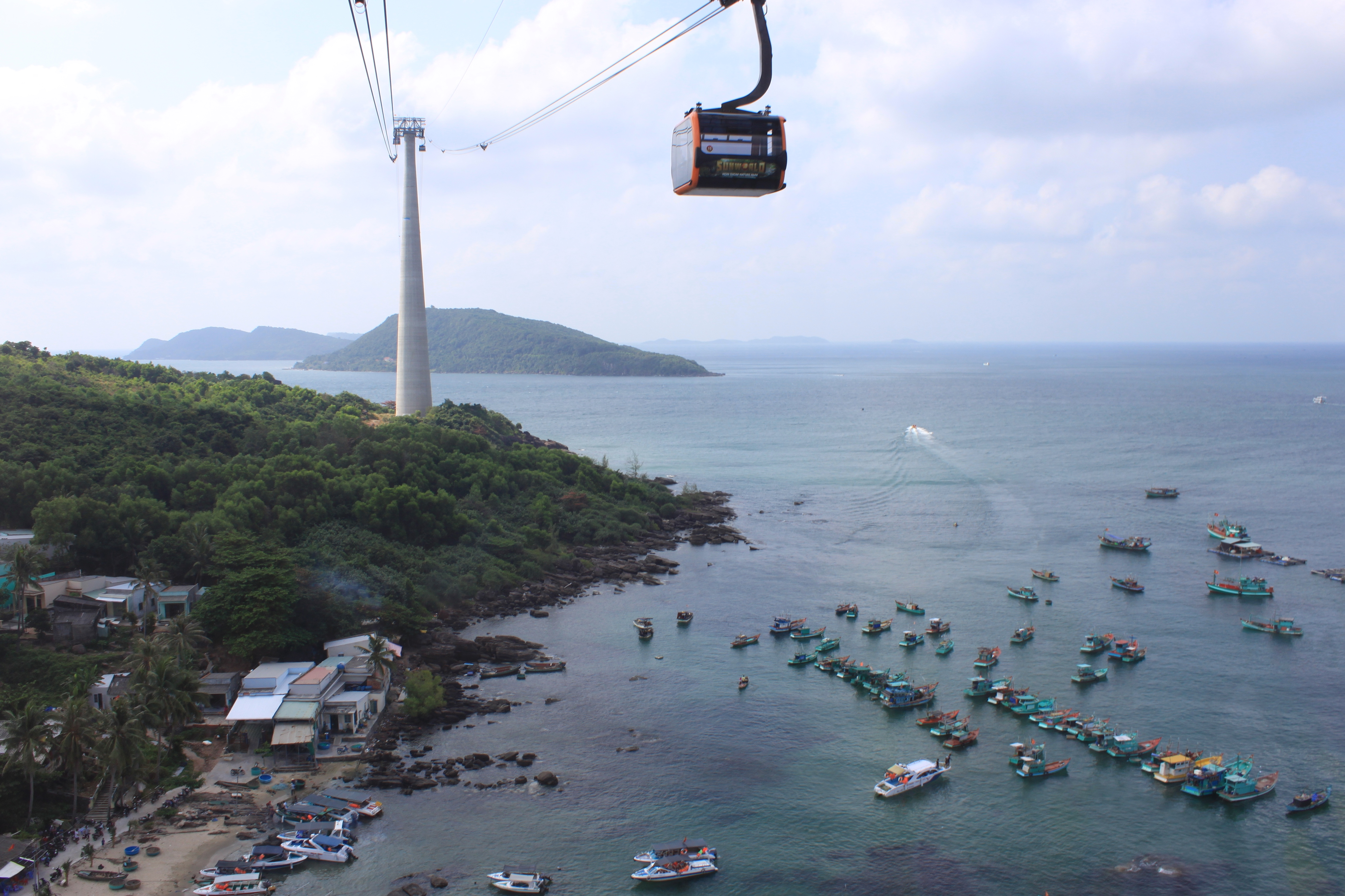
Участок дороги над посёлком Антхой
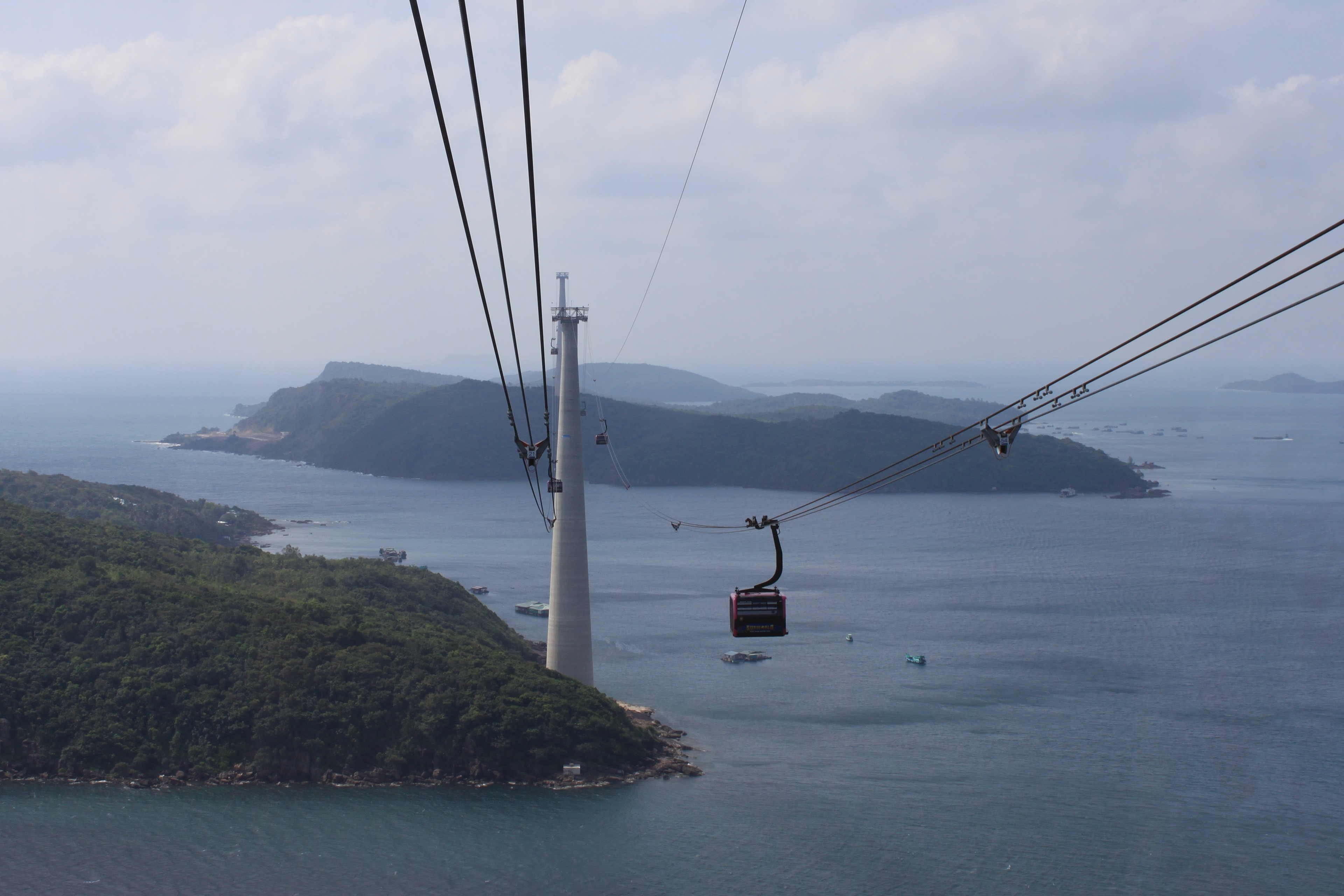
Опора канатной дороги
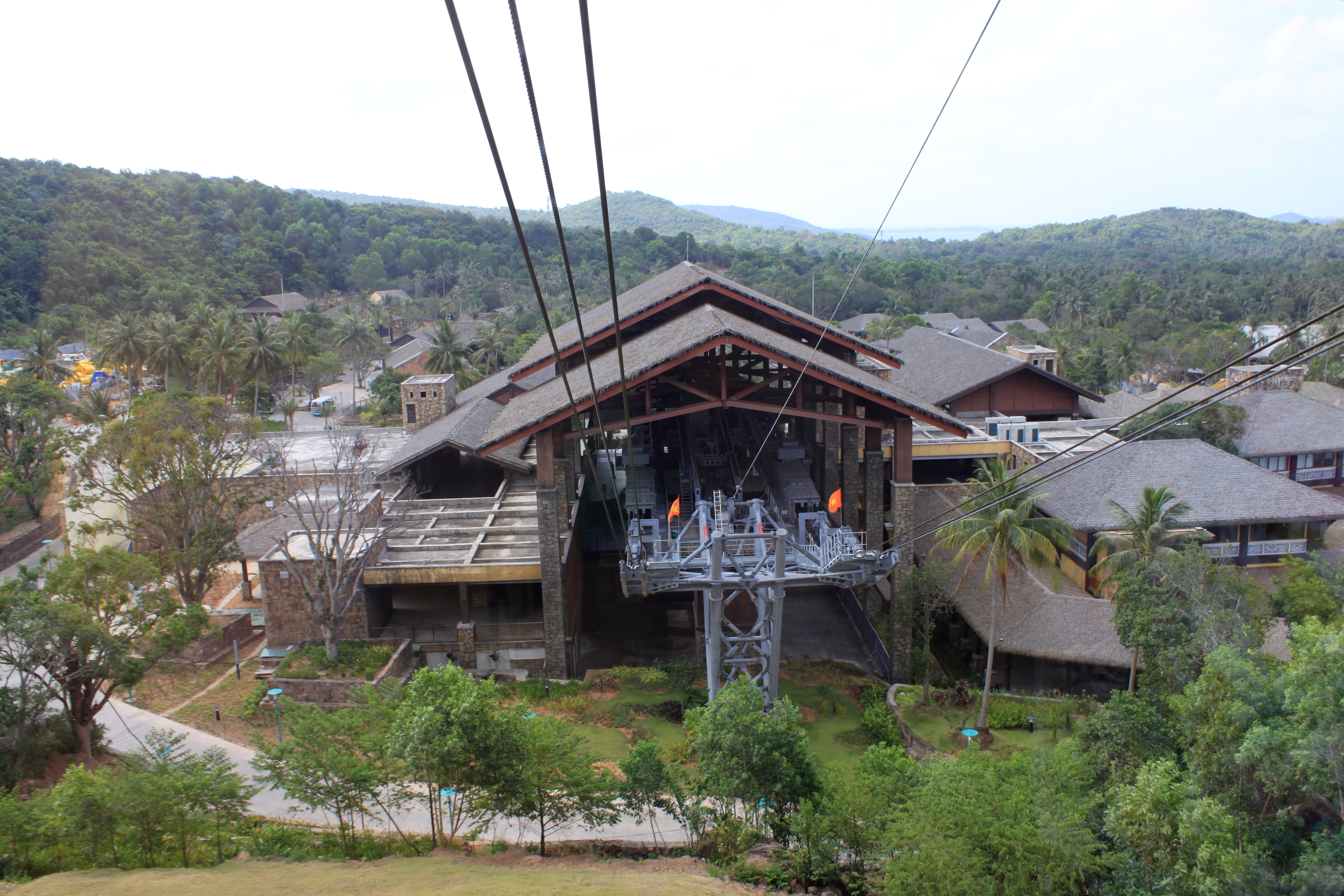
Станция на острове Хонтхом